# Pelargopsis
Pelargopsis és un gènere d'ocells de la família dels alcedínids (Alcedinidae).

## Taxonomia
Segons la Classificació del Congrés Ornitològic Internacional (versió 2.5, 2010) aquest gènere està format per tres espècies:
- Pelargopsis amauroptera - Alció alabrú.
- Pelargopsis capensis - Alció bec de cigonya.[2]
- Pelargopsis melanorhyncha - Alció becnegre.